# 문샤이너스
문샤이너스(The Moonshiners)는 대한민국의 록 밴드이다. 팀명은 밀주 제조업자를 의미한다. 처음에는 3인조로 활동을 시작했으나 나중에 백준명이 정식 멤버로 가입했다. 2007년 12월엔 데뷔 싱글인 《The Moonshiners Uprising》을 발매했다. 2009년 9월엔 첫 정규앨범인 《모험광백서》를 발매했다. 밴드의 리더 차승우는 최호감독의 《고고70》(2008)에서 주연을 맡아 연기하기도 하였다.

## 구성원
- 차승우 (1978년 7월 27일) - 보컬, 기타
- 백준명 (1982년 2월 5일) - 기타
- 최창우 (1977년 10월 6일) - 베이스
- 손경호 (1968년 5월 22일) - 드럼

## 음반 목록

### 싱글
- 검은 바다가 부른다 (2011년 8월 17일)

### 정규 음반
- 冒險狂白書(모험광백서) (2009년 9월 23일)
- 푸른밤의 BEAT! (2011년 8월 30일)

### EP
- The Moonshiners Uprising (2007년 12월 7일)

### 참여 앨범
- 고고 70 O.S.T (조승우와 데블스) (2008년 9월 29일)
- 플레이걸 - 플레이걸의 24時 (2009년 9월 10일) 7.얘얘(with 문샤이너스)
- 불후의 명곡 2 - 전설을 노래하다 최성수편 (2012년 9월 8일) 5. 기쁜 우리 사랑은